# Kassim Guyazou
Kassim Guyazou (* 7. Januar 1982 in Lomé) ist ein togoischer Fußballspieler.
Der Mittelfeldspieler war nach Jahren in seiner afrikanischen Heimat krurz beim ungarischen Verein Diósgyőri VTK tätig. Anschließend wechselte er in die iranische Liga.
| Personendaten    | Personendaten             |
| ---------------- | ------------------------- |
| NAME             | Guyazou, Kassim           |
| KURZBESCHREIBUNG | togoischer Fußballspieler |
| GEBURTSDATUM     | 7. Januar 1982            |
| GEBURTSORT       | Lomé                      |